# Nagroda Élan d’Or
Nagroda Élan d’Or (jap. エランドール賞 Erandōru Shō) – to coroczna nagroda przyznawana przez Japońskie Stowarzyszenie Producentów Filmowych i Telewizyjnych za osiągnięcia w krajowej produkcji filmowej i telewizyjnej.

## Kategorie
Nagrody przyznawane są w kategoriach:
- Debiutant Roku
- Najlepsza Praca
- Nagroda Stowarzyszenia Elan d’or
- Najlepszy Producent
- Nagroda Specjalna